# Маљано Алфијери
Маљано Алфијери (итал. Magliano Alfieri) је насеље у Италији у округу Кунео, региону Пијемонт.
Према процени из 2011. у насељу је живело 509 становника. Насеље се налази на надморској висини од 287 м.

## Становништво
Према резултатима пописа становништва 2011. у општини је живело 2.026 становника.
| 1936. | 1951. | 1961. | 1971. | 1981. | 1991. | 2001. | 2011. |
| ----- | ----- | ----- | ----- | ----- | ----- | ----- | ----- |
| 1.991 | 1.560 | 1.364 | 1.453 | 1.473 | 1.951 | 1.674 | 2.026 |